# Westliche Karwendelspitze
La Westliche Karwendelspitze est une montagne qui s’élève à 2 384 ou 2 385 m d’altitude dans les Karwendel, à la frontière entre l'Allemagne et l'Autriche.